# Бжезіни (Ґостинінський повіт)
Бжезіни (пол. Brzeziny) — село в Польщі, у гміні Санники Ґостинінського повіту Мазовецького воєводства.
Населення — 175 осіб (2011).
У 1975-1998 роках село належало до Плоцького воєводства.

## Демографія
Демографічна структура станом на 31 березня 2011 року:
|          | Загалом | Допрацездатний вік | Працездатний вік | Постпрацездатний вік |
| -------- | ------- | ------------------ | ---------------- | -------------------- |
| Чоловіки | 93      | 19                 | 65               | 9                    |
| Жінки    | 82      | 18                 | 44               | 20                   |
| Разом    | 175     | 37                 | 109              | 29                   |